# Heimbach (Renania-Palatinato)
Heimbach è un comune della Renania-Palatinato, in Germania.
Appartiene al Birkenfeld ed è amministrato dalla Verbandsgemeinde Baumholder.